# Arrondissement di Langres
L'arrondissement di Langres è una suddivisione amministrativa francese, situata nel dipartimento dell'Alta Marna e nella regione Grand Est.

## Composizione
L'arrondissement di Langres raggruppa 158 comuni in 10 cantoni:
- cantone di Auberive
- cantone di Bourbonne-les-Bains
- cantone di Fayl-Billot
- cantone di Laferté-sur-Amance
- cantone di Langres
- cantone di Longeau-Percey
- cantone di Neuilly-l'Évêque
- cantone di Prauthoy
- cantone di Terre-Natale
- cantone di Val-de-Meuse